# 木庭健太郎
木庭 健太郎（こば けんたろう、1952年6月25日 - ）は、日本の政治家。
参議院議員（4期）、通産政務次官（羽田内閣）、参議院外務委員長、公明党参議院幹事長などを歴任。

## 経歴
- 1952年6月25日 - 福岡県三井郡本郷村（現・大刀洗町）に生まれる。
- 1971年3月 - 創価高等学校卒業。
- 1975年3月 - 創価大学法学部法律学科卒業。
- 1975年4月 - 西日本新聞社入社。
- 1988年7月 -  西日本新聞社退社。
- 1989年7月23日 - 第15回参議院議員通常選挙に福岡県選挙区から公明党公認で立候補し初当選。
- 1995年7月23日 - 第17回参議院議員通常選挙に福岡県選挙区から新進党公認で立候補し再選。
- 2001年7月29日 - 第19回参議院議員通常選挙に全国比例区から公明党公認で立候補し3選（九州重点）。
- 2002年8月 - 公明党参議院幹事長に就任。
- 2006年6月 - 第21回参議院議員通常選挙全国比例区に公明党の第一次公認候補に決定。
- 2007年7月29日 - 第21回参議院議員通常選挙に全国比例区から公明党公認で立候補し4選（九州重点[1]）。
- 2013年7月 - 政界を引退。

## 政策
地方公務員の給与を削減。「今回の要請は、一般財源の総額を減らすことなく、地方の行革努力をきちんと評価し、準備期間も確保しています。これらは、地方の要望を踏まえた公明党の主張を反映した対応だと評価しています。」としており、地方公務員の給与削減分を民間企業に分配させる方式を採用し、国の権力を高めつつ、地方の財政状況に合わせた削減策を呈示したことで知られる。

## 役職歴

### 内閣
- 通産政務次官（羽田内閣）
- 国土審議会離島振興対策分科会特別委員

### 参議院
- 外務委員会委員長
- 国家基本政策委員会委員
- 財政金融委員会委員
- 総務委員会委員
- 倫理選挙委員会委員

### 公明党
- 中央幹事
- 幹事長代理
- 参議院幹事長
- 参議院広報委員長
- 福岡県本部代表
- 総務部会長